# Тритон іспанський
Тритон іспанський, тритон ребристий (Pleurodeles waltl) — вид земноводних з роду Ребристий тритон родини саламандрові.

## Опис
Загальна довжина досягає 20—30 см. Голова сильно сплющена. Тулуб стрункий і витягнутий. Хвіст сплющений з боків, закруглений на кінці, з голчастим гребенями по верхньому і нижньому краях. Спинного гребеня немає. На передніх і задніх ногах по п'ять вільних пальців. З боків тулуба низка великих рогових горбків, через які нерідко проходять довгі загострені кінці ребер. Забарвлення брудно-буре зі слабко помітними темними плямами. Черевна сторона жовтувата із дрібними охристими чорними й сірими плямами.

## Спосіб життя
Мешкає у стоячих або слабкопроточних водоймах. Значну частину життя проводить у воді. Зустрічається на висоті до 1500 м над рівнем моря. Живиться комахами, хробаками, рибою, молюсками.
Статева зрілість настає у 1,5—2 роки. Самиця відкладає 150–800 яєць. Личинки з'являються через 10 днів. Метаморфоз триває 3 місяці.
Тривалість життя до 15 років.

## Розповсюдження
Мешкає у Португалії, Іспанії, Марокко, іноді зустрічається в Алжирі та Тунісі.

## Утримання в неволі
Іспанських тритонів нерідко тримають у неволі в акваріумах. На поверхні рекомендують розміщувати плотики. Зверху акваріум закривають кришкою. Субстрат — велика галька. Обов'язкова аерація і фільтрація води. Рекомендована температура утримання — денна — 20-25 °C, нічна 16-19 °C. Тритона не можна утримувати із дрібними акваріумними рибами, оскільки він на них може полювати. Годують тритонів мотилем, трубочником, шматочками сирого м'яса.